# Jordi Xumetra
Jordi Xumetra Feliú (ur. 24 października 1985 w L'Estartit) – hiszpański piłkarz występujący na pozycji pomocnika w Levante UD.